# Bitwa pod Dunkeld
Bitwa pod Dunkeld – starcie zbrojne, które miało miejsce 21 sierpnia 1689 r. w trakcie powstania Jakobitów w Szkocji.
Do bitwy doszło w niecały miesiąc po pyrrusowym zwycięstwie jakobitów w bitwie na przełęczy Killiecrankie. Śmierć Johna Grahama, wicehrabiego Dundee wyraźnie obniżyła bowiem morale w szeregach wojsk rojalistów. Mimo tego dnia 21 sierpnia oddział Jakobitów w sile 5 000 ludzi dowodzony przez pułkownika Alexandra Cannona przypuścił atak na silnie ufortyfikowane miasto Dunkeld. W starciu z regularnym regimentem wojsk rządowych w sile 1 200 ludzi dowodzonych przez Wiliama Clellanda, jakobici ponieśli porażkę, tracąc kilkuset ludzi. Straty po stronie wojsk rządowych były niewielkie, największą stratą była jednak śmierć dowódcy Wiliama Clellanda. 